# Royal Society of New South Wales
La Royal Society of New South Wales est une société savante basée à Sydney, en Nouvelle-Galles du Sud, en Australie.
Fondée sous le nom de Philosophical Society of Australasia en 1821, puis appelée Australian Philosophical Society à partir de 1850, elle prend son nom définitif en 1866.
C'est la société savante la plus ancienne de l'hémisphère sud.
Elle décerne chaque année la médaille Edgeworth-David.

## Activités et objectifs
La Royal Society of New South Wales a pour mission de promouvoir la connaissance et l'éducation scientifique, tout en encourageant les recherches interdisciplinaires. Elle organise régulièrement des conférences, des séminaires et des publications scientifiques couvrant un large éventail de domaines, allant des sciences naturelles à l'ingénierie, en passant par les sciences sociales et humaines.

## Publications
La société publie le Journal and Proceedings of the Royal Society of New South Wales, un journal scientifique de renommée internationale, contenant des articles de recherche, des analyses et des communications scientifiques importantes.